# 世界1のSHOWタイム〜ギャラを決めるのはアナタ〜
『世界1のSHOWタイム〜ギャラを決めるのはアナタ〜』（せかいいちのショータイム ギャラをきめるのはアナタ）は、日本テレビ系列で2010年から2014年まで番組改編期に放送されたバラエティー特別番組。

## 概要
- 日本と世界の各地から一流のパフォーマーが集まり、自慢のパフォーマンスを披露する。
  - 中には当日のゲストが即興で漫談等を披露することがあり、第1回は磯野貴理（現：磯野貴理子）が漫談を、第2回はデンジャラスがショートコントを披露した。
- バイヤーである会場の300人の観客とVIPゲストがそれぞれのパフォーマンスに対して値段を付け、合計金額がパフォーマーのギャランティーとなる。
  - 評価額は1組のパフォーマーに対して観客は0円 - 9900円（100円刻み）。VIPゲストは上限なしとされているが、実際は金額を入力する機械の関係上99万円までである（第3回で判明）。
  - バイヤーはそれぞれのパフォーマンスに付けた金額の合計を収録後にキャッシュで支払う。
  - これまでの最高額は第5回のHIDEBOW率いるスーパーリブレイズで231万9500円、最低額は第1回の磯野貴理で2万1800円である[注 1]。
  - 高校生以下のみで構成される個人・団体の場合は「ギャラ」とは呼ばず、活動費名義（楽器代、交通費など）で支払われる。
- 第3回までのメイン司会だった島田紳助が2011年8月23日に芸能界を引退したため、第4回以降は松本潤がメイン司会を務めている。

## 放送日・司会・会場・視聴率
| 回数  | 放送日時                   | メイン司会 | 司会     | 司会     | 視聴率                              |
| ----- | -------------------------- | ---------- | -------- | -------- | ----------------------------------- |
| 第1回 | 2010年2月1日21:00 - 23:18  | 島田紳助   | 檀れい   | -        | 19.5%                               |
| 第2回 | 2010年10月3日19:00 - 21:54 | 島田紳助   | 黒木瞳   | -        | 18.0%                               |
| 第3回 | 2011年4月3日19:00 - 21:54  | 島田紳助   | 冨永愛   | -        | 19.3%                               |
| 第4回 | 2011年10月9日19:00 - 21:54 | 松本潤     | 長谷川潤 | 羽鳥慎一 | 15.4%                               |
| 第5回 | 2012年1月2日18:30 - 22:48  | 松本潤     | 黒木瞳   | 羽鳥慎一 | 第1部：11.3% 第2部：14.8%           |
| 第6回 | 2012年9月29日19:00 - 21:54 | 松本潤     | 木村多江 | 羽鳥慎一 | 10.7%                               |
| 第7回 | 2013年1月2日18:30 - 23:18  | 松本潤     | 真矢みき | 羽鳥慎一 | 第1部：7.6% 第2部：7.4% 第3部：8.0% |
| 第8回 | 2014年6月23日21:00 - 22:54 | 松本潤     | 水卜麻美 | 羽鳥慎一 | 10.2%                               |

## スタッフ
第8回
- 企画・総合演出：髙橋利之（第1回 -）
- ナレーター：山寺宏一、服部伴蔵門
- 構成：山名宏和（第1回 -）
- TM：江村多加司（第1回 -）
- TD：三沢津代志
- SW：鎌倉和由
- カメラ：大庭茂嗣
- MIX：清水新太郎（第2,3,5回 - ）
- VE：小峰祐司
- 技術協力：NiTRo、東京音研、イエローフラッグ、レントアクト昭特
- 照明：谷田部恵美（第8回）、掛橋司（第7回 -）
- 編集：生田目隼（第1回 - ）、高橋毅
- MA：番匠康雄
- 音効：加藤つよし（第1 - 5,8回）、須佐崇志
- 美術：稲本浩
- デザイン：栗原純二
- モニター：小内一豊
- TK：矢島由紀子（第1回 -）
- デスク：宮城知代（第6回 -）
- リサーチ：パンドラ（犬山智香子、川原奈名子、土屋朋子、犬山・土屋→第2回 - 、川原→第3回 - ）、ジーワン（伊藤匡、第2回 - ）
- 運営：光岡裕子（第1回 - ）、後藤範之（第1回 - ）、脇阪真琴（第1,3回 - ）、森田佳苗、植原佳世子（植原→第3回 - ）
- 演出補：山田明子、井田美由紀（井田→第3回 - ）、齋藤健太、冷水真知子、神林直人、山本雄也、鈴木遼太、高見澤弘樹
- AP：本橋亜土（第1 - 7回はディレクター、第8回はAP）
- 協力：ジャニーズ事務所（第4回から）
- ディレクター：道下貴之（第1回 - ）、岩本智也（第2,3,5,8回）、黒石岳志（第7回 - 、第1回は演出補）、杉本泰規（第7回 - ）、廣田健介（第1回 - ）、井上圭（第1回 - ）、大原正也（第1回 - ）
- チーフディレクター：川端鉄也、市川隆（市川→第2 - 7回はディレクター、第8回はチーフディレクター）
- 演出：川邊昭宏（第2回はプロデューサー、第8回は演出）
- プロデューサー：岩下英恵（第6回 -）／八木田祐子（八木田→第1,2,8回）、黒川こず枝（黒川→第1 - 7回はAP、第8回はプロデューサー）
- チーフプロデューサー：田中宏史（第8回から、第1 - 7回はプロデューサー）
- 制作協力：いまじん、創輝、アガサス
- 製作著作：日本テレビ

### 過去のスタッフ
- 構成：桜井慎一（第7回まで）、金森直哉、藤澤雅孔（金森・藤澤→第1回のみ）
- SW：米田博之（第7回まで）
- カメラ：日向野崇（第7回まで）
- MIX：今村公威（第1,4回）
- VE：田口徹（第1回）、高橋一徳（第2回）、山下幸男（第3,6回）、保坂雄一（第4回）、杉本裕治（第5回）、財津英司（第7回）
- 照明：内藤晋（第7回まで）
- 編集：安井純治（第2回まで）、針谷大吾（第3,7回）、橋本治（第4回）、亮木雄太（第5,6回）
- MA：丸山輝幸（第1回）、佐渡吉志広（第5回まで）、村松勝弘（第6,7回）
- 音効：ユミックス（第5回）、高田智彰（第6,7回）
- 美術：林健一（第7回まで）
- デザイン：星野充紀（第7回まで）
- マルチ：ミジェット（第7回まで）
- 編成：鯉渕友康（第3回まで）、糸井聖一（第4回）、稲垣眞一（第5回）、鬼頭直孝（第6回）、横田崇、吉無田剛（横田・吉無田→第7回）
- 広報：永井晶子（第1 - 5回,7回）、友定紘子（第6回）
- デスク：小池智子（第5回まで）
- 制作進行：冨永祐一（第7回）
- リサーチ：パンドラ（羽柴千晶→第2回）、ジーワン（谷田彰吾、小泉暁→第2回、神谷直樹→第3回、真栄田優子→第3,4回、梶塚兼利→第5 - 7回）
- 運営：根本浩史（第1,2回）、大倉康介（第2回）
- 演出補：利元智幸（第1 - 7回）、市野貴也（第1回）、大場嵩之（第1 - 5回）、古田嶋洋平（第1回）、小野喬（第2,3,6,7回）、安孝貞（第2,4回）、吉岡あゆみ、海東亜弥、服部舞（第2回）、寺下忠、杉浦啓太（第3回）、扇畑亘（第3,5回）、田中義巳、小黒さとみ（第4回）、森琢磨（第4 - 6回）、岡本匡平（第4,5回）、太田昌伸、金光豪、鈴木亜那乃（第5回）、藤田大樹（第6回）、余語風香（第6,7回）、阿部ひとみ、渡邊勇介、橋本耕（阿部〜橋本→第7回）
- AP：中田容子（第1回）、成子美里（第2 - 7回）
- ディレクター：青柳剛（第1 - 7回）、佐谷直子（第1 - 5回）、藤森真実（第3回まで）、森田篤（第3 - 6回）、中山準士（第5回）、飯高昌宏（第7回）
- 演出：川本賢一郎（第1 - 7回）
- プロデューサー：滝澤真一郎（第4,5回、第2,3回はAP）／髙松明央（第1 - 7回）、小島俊一（第1回）、和田隆（第2 - 7回）、名田雅哉（第6,7回）、中村久美（第4 - 7回、第3回はAP）
- チーフプロデューサー：松岡至（第5回まで）、菅賢治（第6,7回）